# Кербалл мак Муйрекайн
Кербалл мак Муйрекайн (др.‑ирл. Cerball mac Muirecáin; умер в 909) — король Лейнстера (885—909) из рода Уи Дунлайнге. Самый известный из лейнстерских правителей IX—X веков.

## Биография

### Происхождение
Кербалл был одним из сыновей убитого викингами в 863 году правителя Лейнстера Муйрекана мак Диарматы. Его братом был лейнстерский король Домналл мак Муйрекайн. Септ, к которому принадлежал Кербалл, назывался Уи Фаэлайн. Резиденция его правителей, известных как короли Айртир Лифи (восточной части долины реки Лиффи), находилась в Нейсе.

### Правление

Ирландия в середине IX — начале XI века

Кербалл мак Муйрекайн получил власть над Лейнстером в 885 году после смерти короля Муйредаха мак Брайна из септа Уи Дунхада. Возможно, чтобы стать правителем королевства, Кербаллу пришлось вести борьбу с представителями друхих ветвей рода Уи Дунлайнге. Предполагается, что и впоследствии члены септов Уи Дунхада и Уи Муйредайг предпринимали попытки или лишить Кербалла престола, или хотя бы ограничить его единовластие. Об этом свидетельствует сохранившееся в «Анналах четырёх мастеров» известие об убийстве в 894 году лейнстерского короля-соправителя Брана, сына короля Муйредаха мак Брайна.
Всю первую половину своего правления Кербалл мак Муйрекайн вынужден был вести борьбу с королями Осрайге — сначала с Кербаллом мак Дулайнге, а затем с его сыном Диармайтом мак Кербайллом — пытавшимися подчинить своей власти лейнстерские земли. В одной из поэм, сохранившейся в «Лейнстерской книге», приведён список зависимых от короля Осрайге правителей. Все они, кроме одного, были владетелями из северных областей Лейнстера. После смерти короля Кербалла мак Дунлайнге, скончавшегося в 888 году, угроза для лейнстерских границ на некоторое время снизилась. Однако Диармайт, взошедший на престол Осрайге в 894 году, провозгласил себя королём Лейнстера и провёл Оэнах Кармайн, на котором по традиции председательствовали лейнстерские правители. Для противодействия притязаниям правителей Осрайге Кербалл мак Муйрекайн заключил союз с верховным королём Ирландии Фланном Синной из рода Кланн Холмайн. Предполагается, что этот союз был скреплён браком Кербалла и дочери верховного короля Гормлайт. Та ранее была помолвлена с королём Мунстера Кормаком мак Куйленнайном, но когда тот принял духовный сан, возвратилась к отцу. Неизвестно точно, когда был заключён брак между Кербаллом и Гормлайт, но, согласно преданиям, это событие должно было произойти ранее 908 года.
В 902 году Кербалл мак Муйрекайн вместе с королём Бреги Маэл Финниа мак Фланнакайном напал на Дублин. В результате похода жившие здесь викинги и норвежцо-гэлы во главе с Иваром II были изгнаны из Ирландии. Жители Дублина и его окрестностей, ранее подчинявшиеся норманнским королям, признали над собой власть правителей Лейнстера. Это подчинение одного из викингских королевств местным ирландским правителям продлилось до 917 года. Желая укрепить свою власть над завоёванными землями, король Кербалл избрал Дублин столицей своих владений.
В 906 году вместе с верховным королём Ирландии Фланном Синной Кербалл мак Муйрекайн совершил поход в Осрайге и Мунстер. Во время этого вторжения войско союзников разграбило все земли от Гаурана до Лимерика.
В 908 году Кербалл мак Муйрекайн и король Коннахта Катал мак Конхобайр участвовали в войне верховного короля Ирландии Фланна Синны с его бывшим зятем, правителем Мунстера Кормаком мак Куйленнайном и его союзником, королём Осрайге Келлахом мак Кербайллом. В состоявшейся 13 сентября битве при Белах Мугне (или вблизи Баллимуна в современном графстве Карлоу или рядом с Лейлинбриджем) войско союзников одержало победу. Король Кормак пал на поле боя, а его тело было обезглавлено. Среди убитых был и король Осрайге Келлах. Всего в битве, по свидетельству анналов, погибли шесть тысяч воинов. В «Лейнстерской книге» сохранилось стихотворение о роли Кербалла в сражении при Белах Мугне, сообщающее о том, что король получил в битве ранение. Здесь же находятся и несколько других стихотворений, прославляющих лейнстерского монарха. Их автор — придворный бард короля Кербалла Даллан мак Море.

### Смерть
По свидетельству «Анналов Ульстера», Кербалл мак Муйрекайн скончался от болезни в 909 году. В «Анналах Инишфаллена» только кратко упоминается о смерти Кербалла. В «Анналах четырёх мастеров» приведены сразу несколько эпитафий, в которых сообщаются две версии кончины короля Лейнстера: смерть от болезни и убийство его викингами. Здесь же упоминается, что Кербалл умер через год и полтора дня после гибели Кормака мак Куйленнайна, и что он был похоронен в Нейсе. В валлийской «Хронике принцев» указывается, что король Лейнстера пал жертвой междоусобицы.
В ирландских же преданиях сохранилось несколько версий рассказа о смерти короля Кербалла мак Муйрекайна. Согласно одной из них, находясь в Килдэре, правитель Лейнстера был сброшен своим конём, испугавшимся запряжённого в повозку быка. Король упал на копьё, которое нёс один из его дружинников. От полученной раны Кербалл заболел и в конце лета скончался. Он был похоронен в семейной усыпальнице, находившейся вблизи Нейса. Эта версия смерти Кербалла, наряду со смертью от рук викингов, упоминается в «Лейнстерской книге» и во «Фрагментарных анналах Ирландии». Возможно, в этом предании в метафорической форме сообщается об убийстве короля Лейнстера.
По свидетельству другого предания, между Кербаллом мак Муйрекайном и Гормлайт произошла серьёзная ссора, когда королева обвинила своего мужа в жестоком обращении с останками погибшего Кормака мак Куйленнайна. Оскорблённая мужем Гормлайт покинула дом короля Лейнстера и сначала попыталась найти защиту у своего отца Фланна Синны, а когда тот отказался ссориться с зятем, у своего двоюродного брата Ниалла Глундуба. Тот собрал большое войско в подвластных ему владениях в северной части Ирландии и выступил в поход на Лейнстер. Однако по просьбе Гормлайт Ниалл заключил мир с Кербаллом, когда лейнстерский король согласился дать развод своей супруге и оставить за ней те двадцать четыре селения, которые он подарил ей в качестве свадебного дара. Вскоре после этого Гормлайт стала женой Ниалла, а Кербалл погиб в битве с дублинскими викингами.
В «Анналах Клонмакнойса» мстителем за оскорблённую мужем Гормлайт назван Муйрхертах, сын Ниалла Глундуба от первого брака. По свидетельству этого источника, Муйрхертах переодел своих воинов в шкуры коров, и когда мимо них проезжал король Кербалл мак Муйрекайн, те неожиданно напали на правителя Лейнстера и убили его. За эту хитрость Муйрхертах, якобы, и получил своё прозвище «Кожаный Плащ». Тело погибшего монарха было увезено на север острова, где по приказу Муйрхертаха из костей Кербалла была изготовлена пара столиков, долго хранившихся при дворе местных правителей.
Преемником Кербалла мак Муйрекайна на престоле Лейнстера был Аугайре мак Айлелла из септа Уи Муйредайг. В средневековых источниках сообщается, что сыном Кербалла был Келлах Кармайн, погибший в 924 году. Однако о том, кто была его мать, не упоминается. Согласно одной из поэм, супругой Келлаха была Айленн, возможно, происходившая из септа Уи Муйредайг.

### Итоги правления
Кербалл мак Муйрекайн — один из наиболее известных в средневековье членов рода Уи Дунлайнге. После него влияние представителей этого рода значительно снизилось. Снова лейнстерские правители стали играть значительную роль в общеирландских событиях уже в XI веке, после битвы при Клонтарфе 1014 года.
Известность Кербалла была основана на посвящённых ему стихах, авторство которых приписывается Даллану мак Море и королеве Гормлайт. Одно из таких произведений — поэма «Песнь меча Кербалла», повествующая о, якобы, победоносной войне короля Лейнстера против Северных Уи Нейллов. Традиция возвеличивать деяния этого правителя нашла отражение и в «Анналах Ульстера», в которых Кербалл был наделён эпитетом «превосходный король Лейнстера» (лат. rex optimus Laginentsium).